# Petit-duc tacheté
Otus spilocephalus
Espèce
Statut de conservation UICN

 LC  : Préoccupation mineure
Statut CITES
Le Petit-duc tacheté (Otus spilocephalus) est une espèce d'oiseaux de la famille des Strigidae.

## Répartition
Cette espèce vit en Asie, principalement au Bhoutan et à Taïwan.

## Sous-espèces
D'après la classification de référence (version 14.1, 2024) de l'Union internationale des ornithologues, le Petit-duc tacheté possède 8 sous-espèces (ordre philogénique) :
- Otus spilocephalus huttoni (Hume, 1870) ;
- Otus spilocephalus spilocephalus (Blyth, 1846) ;
- Otus spilocephalus latouchi (Rickett, 1900) ;
- Otus spilocephalus hambroecki (Swinhoe, 1870) ;
- Otus spilocephalus siamensis Robinson & Kloss, 1922 ;
- Otus spilocephalus vulpes (Ogilvie-Grant, 1906) ;
- Otus spilocephalus vandewateri (Robinson & Kloss, 1916) ;
- Otus spilocephalus luciae (Sharpe, 1888).